# كفر الطويلة
قرية كفر الطويلة هي إحدى القرى التابعة لمركز طلخا في محافظة الدقهلية في جمهورية مصر العربية. حسب إحصاءات سنة 2006، بلغ إجمالي السكان في كفر الطويلة 5309 نسمة، منهم 2652 رجل و2657 امرأة.